# Ugia albilinea
Ugia albilinea är en fjärilsart som beskrevs av George Francis Hampson 1926. Ugia albilinea ingår i släktet Ugia och familjen nattflyn. Inga underarter finns listade i Catalogue of Life.